# TB Tvøroyri
A TB Tvøroyri egy feröeri labdarúgóklub. A Feröeri labdarúgó-bajnokság első osztályában játszik. Nyolcszoros bajnok és ötszörös kupagyőztes.

## Történelem
1892-ben alapították, ezzel Feröer legrégebbi labdarúgócsapata és a 9. legrégebbi az egész Dán Királyságban. Ezidáig utolsó bajnoki címüket 1987-ben szerezték, de a következő évben kiestek az első osztályból. Azóta néhányszor feljutottak, de 1996 óta mind a négy első osztályú szereplésüket az utolsó, 10. helyen zárták.

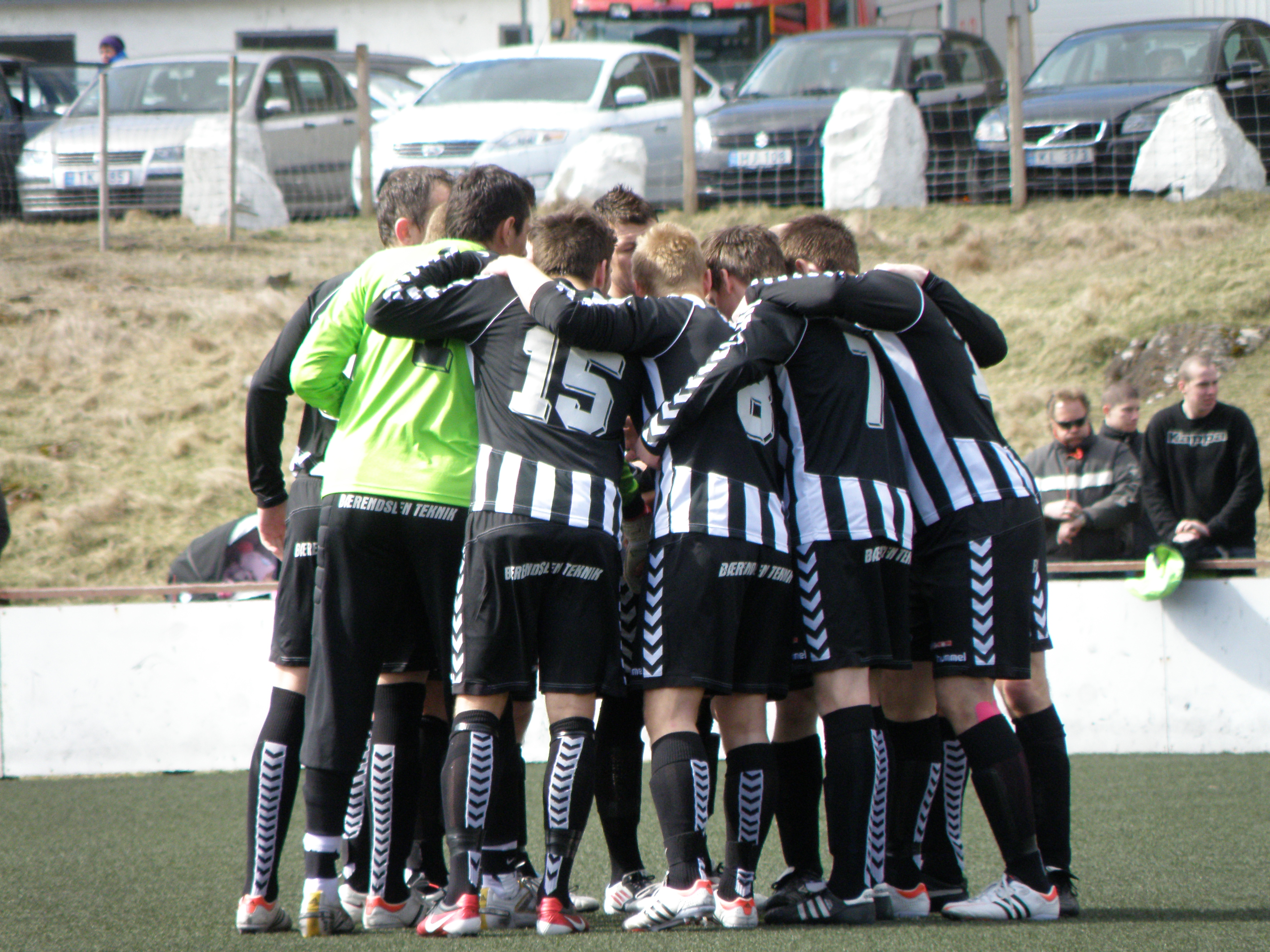
Körben álló TB-játékosok

## Keret
2008. március 1-jei állapot. A vastaggal szedettek feröeri válogatottak.
| #  |         | Poszt | Név                 |
| -- | ------- | ----- | ------------------- |
| 1  | Szerbia | K     | Ivan Stojkovic      |
| 31 | Feröer  | K     | Jan Hermansen       |
|    | Feröer  | V     | Svenn Jacobsen      |
|    | Feröer  | V     | Bárður Mittelstein  |
| 3  | Feröer  | V     | Kim Roest           |
| 13 | Feröer  | V     | Óli Johannesen      |
|    | Feröer  | V     | Jón Tórur Holm      |
| 28 | Feröer  | V     | Andrias Vestergaard |
|    | Feröer  | KP    | Petur Mortensen     |
|    | Feröer  | KP    | Búi Mortensen       |

| #  |        | Poszt | Név                    |
| -- | ------ | ----- | ---------------------- |
| 18 | Feröer | KP    | Dan Mortensen          |
|    | Ghána  | KP    | Daniel Nyarko          |
|    | Feröer | KP    | Jón Johannesen         |
| 16 | Feröer | KP    | Gunleif Olsen          |
| 9  | Feröer | KP    | Allan Poulsen          |
| 10 | Feröer | CS    | Olivur Abrahamsen      |
| 12 | Feröer | CS    | Kai Roest              |
| 24 | Feröer | CS    | Chriss Hammerfoss      |
|    | Feröer | CS    | Johan Ejvind Mouritsen |

## Eredmények
- Feröeri bajnok (8):

1943, 1945, 1949, 1951, 1976, 1977, 1980, 1987
- Feröeri kupagyőztes (5):

1956, 1958, 1960, 1961, 1977

### Külső hivatkozások
- Hivatalos honlap (feröeri)
- Profil, Feröeri Labdarúgó-szövetség (feröeri)